# Euphyia orbiculata
Euphyia orbiculata là một loài bướm đêm trong họ Geometridae.